# 동국홀딩스
동국홀딩스는 대한민국의 지주회사이다.